# Stanisław Mierzwiński
Stanisław Mierzwiński (ur. 24 września 1887 w Lublińcu, zm. 14 marca 1928 w Toruniu) – żołnierz Legionów Polskich, armii rosyjskiej i major Wojska Polskiego, uczestnik I wojny światowej i wojny polsko-bolszewickiej, kawaler Orderu Virtuti Militari.

## Życiorys
Urodził się w rodzinie Leopolda i Michaliny z d. Hoffman. Absolwent uniwersytetu w Wiedniu (1914). Należał do drużyn strzeleckich. Od listopada 1914 w Legionach Polskich jako żołnierz 1 kompanii 2 pułku piechoty Legionów. Od 1 listopada 1916 w stopniu podporucznika.
Szczególnie odznaczył się 21 czerwca 1916 w walce pod Gruziatyniem (Galicja Wschodnia), gdzie „zainicjował obejście nieprzyjaciela przez bagna, w wyniku walki został ciężko ranny. Za czyn ten otrzymał Order Virtuti Militari”.
Od 15 lutego 1918 w II Korpusie Polskim w Rosji. Od kwietnia 1919 w 4 Dywizji Strzelców. Od maja 1919 w szeregach Wojska Polskiego w składzie 30 pułku strzelców z którym brał udział w walkach na froncie wojny polsko-bolszewickiej.
Od 1 listopada 1919 w stopniu kapitana. Od sierpnia 1920 w 11 pułku piechoty. W 1924 jako dowódca kompanii w 71 pułku piechoty. Awans na stopień majora otrzymał 3 maja 1926, po awansie został mianowany nauczycielem w Korpusie Kadetów w Chełmnie. 
Zginął śmiercią tragiczną. Został pochowany na cmentarzu w Toruniu.

## Życie prywatne
Żonaty z Marią Dymowską, z którą miał dwoje dzieci: Stanisława (ur. 1922) i Barbarę (ur. 1925)

## Ordery i odznaczenia
- Krzyż Srebrny Orderu Wojskowego Virtuti Militari nr 7010 – 17 maja 1922[2][1][3]
- Krzyż Walecznych – trzykrotnie[1]